# John Gill Jr.
John Gill Jr. (ur. 9 czerwca 1850 w Baltimore, zm. 27 stycznia 1918 tamże) – amerykański polityk, działacz Partii Demokratycznej. W latach 1905–1911 był przedstawicielem czwartego okręgu wyborczego w stanie Maryland w Izbie Reprezentantów Stanów Zjednoczonych.